# بازپروری (ترانه ایمی واینهاوس)
«بازپروری» (به انگلیسی: Rehab) تک‌آهنگی از هنرمند اهل بریتانیا ایمی واینهاوس است که در ۲۳ اکتبر ۲۰۰۶ منتشر شد. این تک‌آهنگ در آلبوم بازگشت به سیاهی قرار داشت.
این تک‌آهنگ در چارت‌های نروژ، در رتبه اول و در چارت‌های اسپانیا، دانمارک، بریتانیا جزو ده ترانه اول قرار گرفت.